# 𨻧隍镇
𨻧隍镇（又写留隍镇），是中华人民共和国广东省梅州市丰顺县下辖的一个乡镇级行政单位。

## 行政区划
𨻧隍镇下辖以下地区：
万江社区、溪北村、溪南村、莲塘村、上湾村、市郊村、环市村、西洞村、富足村、高华村、黄再村、砂汤村、上围村、黄砂坑村、九河村、葛布村、田坫村、庵坑村、锡坑村、大坪村、仙丰村、志扬村、志南村、新美村、长林村、新埔村、口铺村、小东村、石九村、茶背村、蔗溪村、西山村、下南村、金岗村、上南村、岽下村和黄砂田村。

## 史前文明
在旧石器时期、新石器时代，就有先人在境内活动，已发现的生活遗址分布在韩江中游流域，主要有拱厝盘遗址；窑址有梅印、九河、西洞等。

## 历史
𨻧隍原名万江市。
- 东周属百越地。
- 汉朝时属南海郡揭阳县。
- 南宋绍兴十年（1140年），揭阳县治设在𨻧隍，后才迁至揭阳玉窖村（今揭阳榕城）。
- 清朝乾隆二十三年（1757年）重刻《揭阳县老》。

## 史书记载
《沿革》载：“宋徽宗宣和三年，始割海阳之永宁、延德、崇义三乡置揭阳县。宋高宗绍兴二年，废县制并入海阳县。十年，复设，卜地于𨻧隍、玉窖二村。𨻧隍在丰政都，属丰顺县地；玉窖，今揭阳城。”该城址面积约3000平方米，设4个城门，东门在现在妈宫；西门在后井；北门在宫汶头，也曰城之头；南门在街尾李厝埕；里即内，内即城之内。出后井就是是城之外，以现在寨内城墙为界，当时还在宫汶头设码头，名曰揭阳县渡船所，专管往来船只。清初时饶平总兵、邑人吴六奇（现有吴六奇墓前石雕）重建城围，另设4个城门，并田𨻧隍地势险要，利于江防，下令在𨻧隍江边建筑码头，以便往来船只装卸货与征收捐税。官府还设《奉县宪示禁石碑》，这块石碑已在当地被发现，现在放在官汶头风景区内。石碑上规定对韩江船只需加管理，“上水只载饷盐，不载地货，亦不能搭客。”这个碑文，实际上反映当时封建时代这一带的自然经济情况。此外，吴六奇还下令在𨻧隍西北部辟有面积约2000多亩的湖塘，以湾泊江防战船，老百姓称之为“军塘”。这个军塘，成为𨻧隍的一个古景，叫做“军塘鱼筏”。

## 地理位置
𨻧隍镇位于韩江中下游，地处丰顺县东北部，东南毗邻潮汕、揭阳，县内与汤坑、潘田、黄金、小胜和潭江等5个镇接壤。

## 交通
西南距县城50公里，东南距潮州市40公里，距汕头市65公里，省道S233线、S334线贯穿境内，有沿江公路和韩江航道。

## 面积
全镇总面积428.23平方公里，其中山地面积555733亩，耕地面积30739亩。地形以低山丘陵为主，地势北高南低，地貌形态较为简单。

## 语言
𨻧隍镇虽然当今不受潮汕三市政府管辖，但历史上曾隶属潮州府丰顺县，全境通行潮汕话。

## 气候
气候属南亚热带季风气候区，气候温和，日照充足，年均气温21.3℃，年均降雨量1785.5毫米，温差小，无霜期长，四季常绿。

## 主要灾害
冰冻、旱涝、地质滑坡等。

## 人口
现有人口10.3万人。

## 资源
- 森林资源：𨻧隍地处韩江中下游，地形以低山丘陵为主，地势北高南低，地貌形态较为简单，沿江两岸自然生态环境保护良好，森林覆盖率达66.52%。
- 温泉资源：主要有东留鹿湖温泉和砂汤温泉等。东留鹿湖天然温泉位于韩江𨻧隍大桥东侧，X072线公路旁，平均水温65摄氏度，日溢流量约900吨，多为氡泉。
- 水力资源：𨻧隍地处韩江沿岸，区域内韩江水系水力资源丰富，因地形地势关系，支流九河溪、蔗溪、凤凰溪等各水系落差大，汛期洪峰多，形成了多处较大水力资源，区域内建成的装机大小不一的水电站达60多座；干流“韩江小三峡”建成韩江东山电站水利枢纽重点工程项目；此外，计划引资9.3亿元，在干流建设韩江葛布二级电站。
- 生态资源：𨻧隍春夏季节盛产枇杷、杨梅、龙眼、荔枝等水果；秋冬季节盛产青榄。
- 矿产资源：主要矿产资源有花岗石和优质黑色辉绿岩等各类石材，以及瓷土、稀土、锰矿、锡、铍（俗称绿柱石）、铅锌矿、赤铁矿、叶腊石和铅锌矿等。特别是镇内韩江干流长达20多公里，河沙蕴藏量大。

## 旅游景点

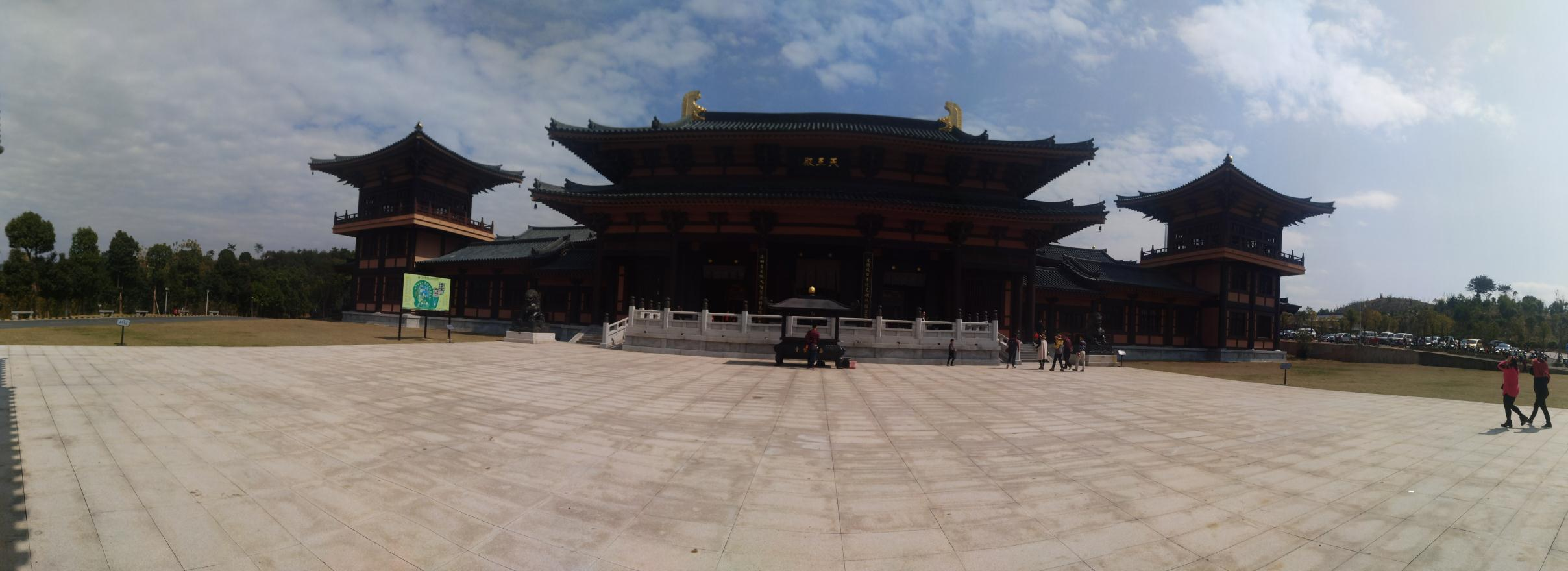
惠仁圣寺的正门全景

万江古榕庙、妈宫、笃庆堂、军塘湖、中共东江特委党代会旧址、韩江东山水利枢纽（韩江小三峡）、沿江老街景观游廊、韩江𨻧隍大桥、鹿湖温泉假日酒店、惠仁圣寺、𨻧隍天后圣母宫

## 教育

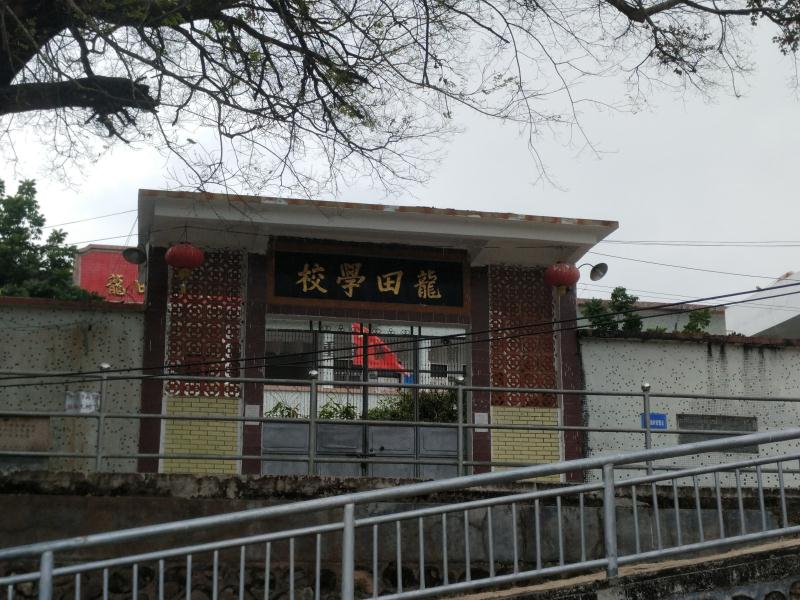
位于田坫村内的龙田学校

𨻧隍镇中心幼儿园，𨻧隍中心小学，球山中学